# 1959년 대한민국 민의원부의장 보궐선거
제4대 민의원 전반기 부의장 보궐선거는 한희석 민의원부의장의 사퇴로 공석이 된 민의원부의장을 선출하기 위해 1959년 10월 14일 실시되었다.
선거 결과 초선의 임철호 자유당 의원이 민의원부의장에 선출되었다.

## 선거 제도
민의원의장 및 민의원부의장 선거에서 당선자는 재적 의원 2/3 이상의 출석과 출석 의원 과반수의 찬성으로 결정하도록 되어있었다. 만약 1차 투표 결과 과반을 득표한 후보가 없을 시 2차 투표를 해야 했으며, 2차 투표에서도 과반을 득표한 후보가 없을 시 상위 득표자 2인에 대하여 결선 투표를 실시해 최다 득표자를 당선자로 하도록 되어 있었다.

## 배경
한희석 부의장은 1959년 8월 31일 부의장직 사퇴서를 제출하였으며, 민의원은 9월 2일 이를 수리하였다. 다만 당시 사회를 보던 이재학 부의장은 투표를 실시하는 대신 이의가 있는 의원이 있는지 묻고, 이의를 제기하는 의원이 없음에 따라 사표가 수리된 것으로 한다고 선포하였다. 이 때문에 과연 한희석 부의장의 사임이 정식으로 승인된 것인지에 대해 논란이 벌어졌는데, 조순 자유당 선전위원장은 무기명 투표 없이는 한희석 부의장이 사임된 것으로 볼 수 없다며 민의원부의장 보궐 선거를 실시할 필요가 없다고 주장하기도 하였다.
당초 부의장 보궐선거는 9월 8일 실시될 예정이었으나, 민주당 의원들이 자유당이 부의장 후보를 야당과의 협의 없이 독단적으로 내정한 점, 민주당 측에서 각 상임위원회 위원장 선거를 부의장 선거보다 먼저 실시할 것을 강력히 요구했음에도 불구하고 부의장 선거를 먼저 상정한 점 등에 반발하여 선거 참여를 거부, 부의장 선출에 필요한 재적의원 2/3 이상 출석이 되지 않아 연기되었다.
이후 여야는 협의를 계속한 끝에 10월 13일 총무 회담을 갖고 다음 날인 10월 14일 부의장 보궐 선거 실시를 실시하는 등 국회를 정상화하는데 합의하였다.

## 후보
이기붕 자유당 중앙위원회 의장은 9월 5일 전직 농림부장관인 임철호 의원을 민의원부의장 후보로 지명하였다. 이기붕 의장은 이 날 또한 원내총무단 인선을 단행하고 각 상임위원회 위원장 후보를 발표하였다. 그러나 자유당 강경파의 임철호 의원과 정문흠 의원이 각각 민의원부의장 후보와 원내총무에 지명되는 등 강경파 일색의 인선 명단이 발표되자 당내 강경파와 온건파 간의 갈등이 심화될 것으로 보여졌다.

## 선거 결과
충청남도 부여군 을 지역구의 임철호 자유당 의원이 당선되었다.
| 후보     | 소속     | 득표 | %    | 비고 |
| -------- | -------- | ---- | ---- | ---- |
| 임철호   | 자유당   | 123  | 69.1 | 당선 |
| 이익흥   | 자유당   | 3    | 1.7  |      |
| 안균섭   | 자유당   | 3    | 1.7  |      |
| 최창섭   | 자유당   | 3    | 1.7  |      |
| 한희석   | 자유당   | 1    | 0.6  |      |
| 최규남   | 자유당   | 1    | 0.6  |      |
| 김도연   | 민주당   | 1    | 0.6  |      |
| 김준연   | 통일당   | 1    | 0.6  |      |
| 최규옥   | 자유당   | 1    | 0.6  |      |
| 손도심   | 자유당   | 1    | 0.6  |      |
| 박상길   | 자유당   | 1    | 0.6  |      |
| 이용범   | 자유당   | 1    | 0.6  |      |
| 무효     | 무효     | 38   | 21.3 |      |
| 총투표수 | 총투표수 | 178  | 100  |      |